# ドリームノッカー
『ドリームノッカー 〜Chocolate in the cage〜』（ - チョコレート・イン・ザ・ケイジ）は、御影のライトノベル作品。『電撃G's magazine』2005年11月号から2006年9月号まで連載された。若月さな・画。
なお、電撃文庫での刊行に際して「チョコの奇妙な文化祭」と言う副題が追加されている。

## ストーリー
演劇部の1年生・チョコたちは学園祭で上演する劇『トイボックス』のリハーサルに励んでいた。ところが、チョコの携帯電話に突然かかって来た正体不明の女性からの電話を契機にチョコたちは部の伝統的演目である『トイボックス』にまつわる過去の様々な怪事件に巻き込まれて行く。

## 登場人物
チョコ
演劇部所属の1年生。「チョコ」は部長が命名した渾名（あだな）で、一人称が「ボク」のボーイッシュな少女。兄・直人（部内での渾名は「狩人」）と同じ舞台に立ちたい一心で演劇部に入部するが、学園祭で上演する部の伝統的演目『トイボックス』の主役に抜擢されてからこの演目にまつわる過去の様々な怪事件に巻き込まれて行く。
夢野 ほとり（ゆめの - ）
チョコの親友で演劇部所属の1年生。「夢野ほとり」は、いわゆる「不思議ちゃん」タイプであるところから部長が命名した渾名であり、本名ではない。チョコとは対照的に内向的な性格で、部では衣装・小道具を担当している。チョコに対しては親友以上の存在と考えているが、チョコの方からはやんわり拒まれている（いわゆる知世属性）。
有栖川 恋（ありすがわ れん）
学園祭直前に演劇部へ入部した2年生。部長が命名した渾名は「アリス」。感情を表に出さず、ミステリアスな雰囲気を漂わせている。部内では脚本担当を希望。
犬飼 恵（いぬかい めぐみ）
2年生。学園寮でチョコのルームメイト。推理小説を乱読し、ミステリ研究会を立ち上げているが会員は他にいない。事件と聞くと首を突っ込まずにはいられないトラブル好きだが、大抵の場合は事態をより混乱させてしまい迷惑がられている。
九十九 一二三（つくも ひふみ）
演劇部部長の3年生。姉御肌で、癖の強い部員が多い部内を見事に統率し切っている。
渡辺 若菜（わたなべ わかな）
パソコン研究会会長の3年生。低身長とゴスロリファッションが特徴。チョコの兄・直人と旧知の仲らしい。

## 書誌情報
ドリームノッカー  〜Chocolate in the cage〜 チョコの奇妙な文化祭
- 2006年9月25日初版 ISBN 4840235600